# Ramiro (futebolista)
Ramiro Moschen Benetti (Gramado, 22 de maio de 1993) é um futebolista brasileiro que atua como volante. Joga no FC Dallas.

## Carreira

### Juventude
Ramiro iniciou no futsal, quando jogava na escolinha de futsal Guerreiro, e em 2003 ingressou no nas categorias de base do Juventude, de Caxias do Sul, por onde passou pelas equipes Sub-13, Sub-15, Sub-17 e Sub-20, até ser convocado para a primeira partida com o time principal, em 2011.
Sua estreia como profissional foi no Campeonato Gaúcho de 2011, contra Lajeadense, no Estádio Alfredo Jaconi. O seu primeiro gol como profissional foi contra o Grêmio, em partida válida pelo Campeonato Gaúcho do mesmo ano, no Estádio Alfredo Jaconi. Nesse mesmo ano defendeu o Juventude na Série D do Campeonato Brasileiro e na Copa do Brasil.

### Grêmio
No início de 2013, o jogador entrou em negociação envolvendo o Grêmio e o Juventude, fazendo parte de um "pacote" de jogadores que se transferiram para o clube gaúcho para a disputa da Copa Libertadores, Campeonato Brasileiro, Campeonato Gaúcho e Copa do Brasil daquele ano. Além de Ramiro, ingressaram no clube tricolor o zagueiro Bressan, o atacante Paulinho e o goleiro Follmann, todos revelados pelas categorias de base do Juve.
O primeiro gol de Ramiro com a camisa do Grêmio foi anotado em partida contra o Vasco da Gama, pela 15ª rodada do Campeonato Brasileiro, no Estádio São Januário. A partida terminou com vitória gremista por 3–2, e o gol fora considerado um dos mais bonitos da competição daquele ano. Os demais gols foram marcados por Alex Telles (contra) e André, para o clube carioca, e Hernán Barcos (duas vezes), para o Grêmio.
Em 2014, mesmo com a saída de Renato Gaúcho e a chegada do treinador Enderson Moreira, o jogador seguiu como titular absoluto da equipe gremista, sendo fundamental para a conquista da vaga para a segunda fase da Copa Libertadores da América em primeiro lugar do Grupo 6, o chamado "grupo da morte". O grupo continha, além do Grêmio, o Nacional de Montevidéu (URU), o Newell's Old Boys (ARG) e o Atlético Nacional de Medellín (COL). O volante encerrou a primeira fase com um gol (contra o Nacional de Medellín) e três importantes assistências (duas contra o contra o Nacional de Medellín e uma contra o Nacional de Montevidéu).

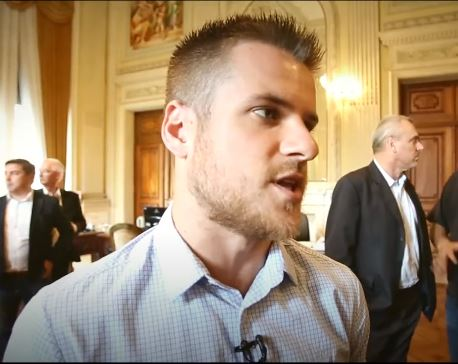
Ramiro em 2017

Em abril de 2014, em entrevista ao portal ge, o jogador declarou ser gremista desde criança, embora tenha adquirido identificação com o Juventude, onde iniciou sua carreira. Declarou, ainda, que jogar a Libertadores pelo Grêmio é um sonho de criança realizado.
No dia 25 de março de 2015, Ramiro atingiu a marca de 100 jogos com a camisa do Grêmio. Na partida contra o Novo Hamburgo, válida pelo Campeonato Gaúcho, o jogador marcou o único gol da vitória gremista por 1–0, num chute de fora da área.
Ramiro passou a alcançar outro patamar atlético e histórico no Grêmio em 2016, a partir da saída do técnico Roger Machado e da sucessiva chegada de seu substituto, Renato Portaluppi, que iniciaria sua terceira e, até então, mais vitoriosa passagem na casamata do Tricolor dos Pampas. Ramiro, que era aproveitado irregularmente por Roger, ora como volante de contenção, ora como lateral-direito, foi escalado por Renato como meia ofensivo, aberto pela direita. A estreia do atleta em sua nova função foi coroada com uma grande atuação, com direito a golaço contra o Palmeiras, na partida de ida válida pelas quartas-de-final da Copa do Brasil. A partir de então, Ramiro mostrou-se peça fundamental no histórico time que ainda venceria a Copa do Brasil (que daria fim a um jejum de 15 anos sem títulos relevantes para o Grêmio), além da Libertadores de 2017, e o Gauchão e a Recopa Sul-Americana de 2018, razão pela qual veio a ser apelidado de "Pequeno Gigante", contrastando sua baixa estatura com sua qualidade técnica e entrega física e emocional em campo.

### Corinthians

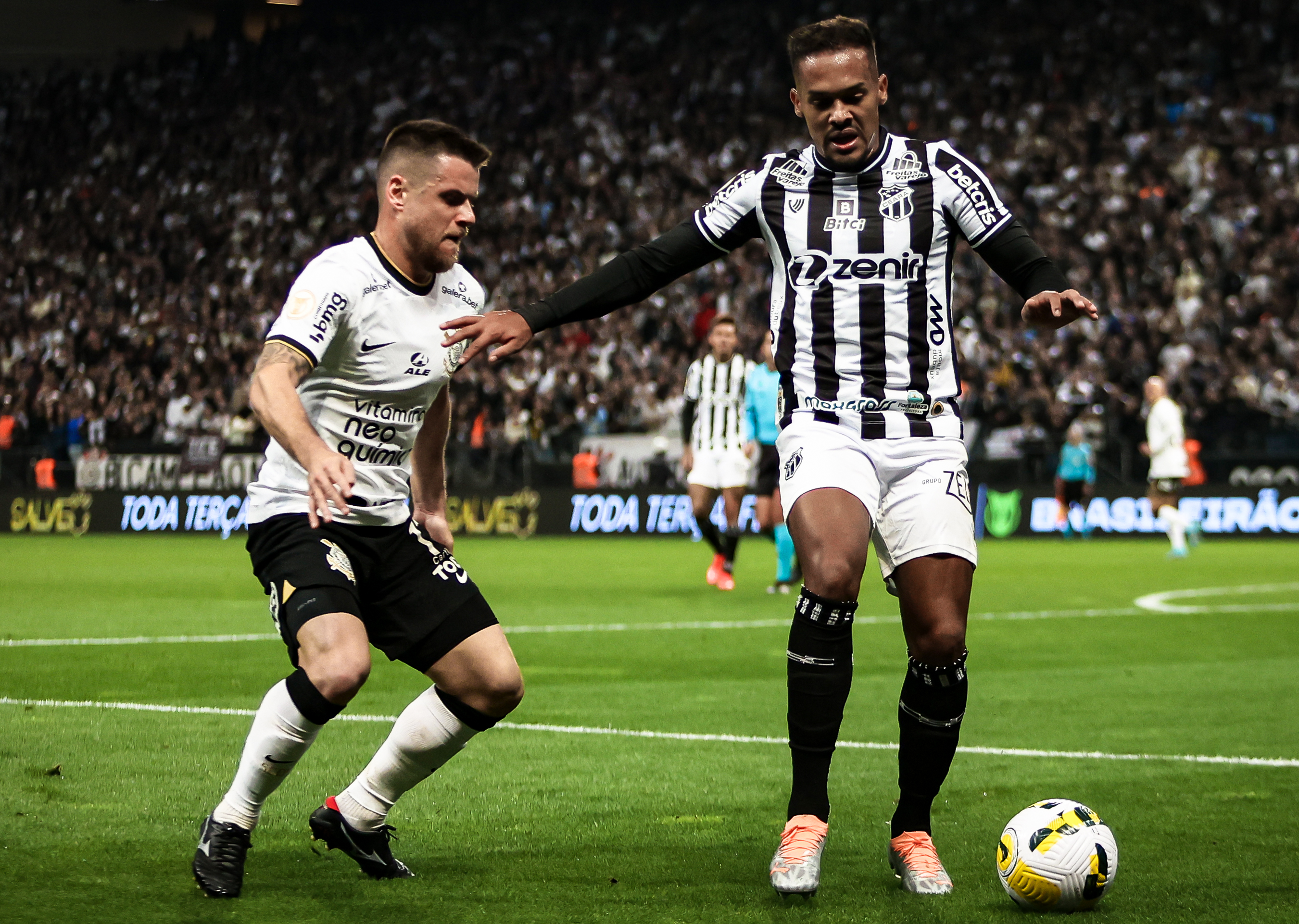
Ramiro atuando pelo Corinthians

Na tarde do dia 13 de dezembro de 2018, o Corinthians anunciou a contratação de Ramiro. Aos 25 anos, o jogador assinou com o clube paulista por quatro temporadas, até dezembro de 2022. Em nota oficial, o Corinthians informou que adquiriu 70% dos direitos econômicos de Ramiro. O Grêmio era dono de 20%, e o grupo do iraniano Kia Joorabchian detinha 50%. Realizou sua estreia com a camisa alvinegra no dia 13 de janeiro de 2019, em um empate por 1–1 contra o Santos, numa partida amistosa.
Ramiro marcou o seu primeiro gol pelo Timão no dia 18 de janeiro de 2020, em uma derrota por 2–1 contra o Atlético Nacional, na Florida Cup.
Em 2 de junho de 2021, chegou a marca de 100 jogos com a camisa do Corinthians.
No dia 6 de agosto de 2022, voltou a jogar pelo clube alvinegro no empate por 1–1 contra o Avaí, no Estádio da Ressacada, pelo Campeonato Brasileiro. Em 16 de novembro, o atleta entregou o apartamento em São Paulo e retornou ao Sul, já que a diretoria do Corinthians não o procurou para tratar de uma eventual renovação contratual.

### Al-Wasl
Em 25 de maio de 2021, Ramiro foi emprestado para o Al-Wasl por um ano, com opção de compra ao final do empréstimo. Sua ida para o time de Dubai aconteceu no final de junho.
Pouco mais de um ano depois, no dia 8 de junho de 2022, se despediu do clube árabe.

### Cruzeiro
Em 15 de dezembro de 2022, foi anunciado pelo Cruzeiro, assinando um contrato até o fim do ano de 2024.
Ramiro realizou sua estreia pelo Cabuloso no dia 21 de janeiro de 2023, no primeiro jogo do time celeste no Campeonato Mineiro, uma vitória por 2–1 contra o Patrocinense. Marcou seu primeiro gol pelo time no dia 29 de abril, em um triunfo por 3–0 contra o Bragantino, fora de casa, em partida válida pelo Campeonato Brasileiro.
Em 9 de dezembro de 2024, o Cruzeiro anunciou que não iria renovar o contrato com o jogador.

### Dallas
Após encerrar contrato com o Cruzeiro, Ramiro assinou contrato por duas temporadas com o Dallas, dos Estados Unidos, time que disputa a Major League Soccer (MLS). O volante tem ainda a opção de renovação por mais um ano.

## Estatísticas
Atualizadas até 8 de dezembro de 2024
| Clube             | Temporada         | Campeonato nacional | Campeonato nacional | Campeonato nacional | Copa nacional[a] | Copa nacional[a] | Copa nacional[a] | Competições continentais[b] | Competições continentais[b] | Competições continentais[b] | Outros torneios[c] | Outros torneios[c] | Outros torneios[c] | Total | Total | Total   |
| Clube             | Temporada         | Jogos               | Gols                | Assist.             | Jogos            | Gols             | Assist.          | Jogos                       | Gols                        | Assist.                     | Jogos              | Gols               | Assist.            | Jogos | Gols  | Assist. |
| ----------------- | ----------------- | ------------------- | ------------------- | ------------------- | ---------------- | ---------------- | ---------------- | --------------------------- | --------------------------- | --------------------------- | ------------------ | ------------------ | ------------------ | ----- | ----- | ------- |
| Juventude         | 2011              | 4                   | 1                   | 0                   | —                | —                | —                | —                           | —                           | —                           | 7                  | 1                  |                    | 11    | 2     | 0       |
| Juventude         | 2012              | 5                   | 0                   | 0                   | —                | —                | —                | —                           | —                           | —                           | —                  | —                  | —                  | 5     | 0     | 0       |
| Juventude         | Total             | 9                   | 1                   | 0                   | —                | —                | —                | —                           | —                           | —                           | 7                  | 1                  | 0                  | 16    | 2     | 0       |
| Grêmio            | 2012              | —                   | —                   | —                   | 3                | 0                | 0                | —                           | —                           | —                           | —                  | —                  | —                  | 3     | 0     | 0       |
| Grêmio            | 2013              | 29                  | 1                   | 0                   | 6                | 0                | 0                | —                           | —                           | —                           | 5                  | 0                  | 0                  | 40    | 1     | 0       |
| Grêmio            | 2014              | 33                  | 2                   | 0                   | 1                | 0                | 0                | 7                           | 1                           | 0                           | 13                 | 0                  | 0                  | 54    | 3     | 0       |
| Grêmio            | 2015              | 5                   | 0                   | 0                   | 1                | 0                | 0                | —                           | —                           | —                           | 7                  | 1                  | 0                  | 13    | 1     | 0       |
| Grêmio            | 2016              | 22                  | 1                   | 0                   | 7                | 1                | 0                | 4                           | 1                           | 0                           | 6                  | 0                  | 0                  | 39    | 3     | 0       |
| Grêmio            | 2017              | 26                  | 6                   | 4                   | 6                | 0                | 0                | 12                          | 1                           | 0                           | 16                 | 4                  | 0                  | 60    | 11    | 4       |
| Grêmio            | 2018              | 21                  | 0                   | 0                   | 3                | 0                | 0                | 11                          | 2                           | 0                           | 10                 | 2                  | 1                  | 45    | 4     | 1       |
| Grêmio            | Total             | 136                 | 10                  | 4                   | 27               | 1                | 0                | 34                          | 5                           | 0                           | 62                 | 7                  | 1                  | 254   | 23    | 5       |
| Corinthians       | 2019              | 18                  | 0                   | 1                   | 5                | 0                | 0                | 5                           | 0                           | 1                           | 11                 | 0                  | 0                  | 39    | 0     | 2       |
| Corinthians       | 2020              | 31                  | 1                   | 1                   | 2                | 0                | 0                | —                           | —                           | —                           | 2                  | 1                  | 0                  | 35    | 3     | 1       |
| Corinthians       | 2021              | 6                   | 0                   | 0                   | 4                | 1                | 0                | 4                           | 2                           | 0                           | 18                 | 0                  | 1                  | 32    | 3     | 1       |
| Corinthians       | 2022              | 12                  | 0                   | 1                   | 2                | 0                | 0                | —                           | —                           | —                           | —                  | —                  | —                  | 14    | 0     | 1       |
| Corinthians       | Total             | 64                  | 1                   | 3                   | 13               | 1                | 0                | 9                           | 2                           | 1                           | 31                 | 1                  | 1                  | 120   | 6     | 5       |
| Al-Wasl           | 2021–22           | 25                  | 2                   | 3                   | 9                | 0                | 3                | —                           | —                           | —                           | —                  | —                  | —                  | 34    | 2     | 6       |
| Al-Wasl           | Total             | 25                  | 2                   | 3                   | 9                | 0                | 3                | —                           | —                           | —                           | —                  | —                  | —                  | 34    | 2     | 6       |
| Cruzeiro          | 2023              | 6                   | 1                   | 1                   | 3                | 0                | 0                | —                           | —                           | —                           | 9                  | 0                  | 0                  | 18    | 1     | 1       |
| Cruzeiro          | 2024              | 27                  | 2                   | 0                   | —                | —                | —                | 7                           | 0                           | 0                           | 2                  | 0                  | 1                  | 36    | 2     | 1       |
| Cruzeiro          | Total             | 33                  | 3                   | 1                   | 3                | 0                | 0                | 7                           | 0                           | 0                           | 11                 | 0                  | 1                  | 54    | 3     | 2       |
| FC Dallas         | 2025              | 0                   | 0                   | 0                   | 0                | 0                | 0                | —                           | —                           | —                           | —                  | —                  | —                  | 0     | 0     | 0       |
| FC Dallas         | Total             | 1                   | 0                   | 0                   | 0                | 0                | 0                | —                           | —                           | —                           | —                  | —                  | —                  | 1     | 0     | 0       |
| Total na carreira | Total na carreira | 268                 | 17                  | 11                  | 52               | 2                | 3                | 50                          | 7                           | 1                           | 103                | 9                  | 3                  | 479   | 35    | 18      |

- a. ^ Jogos da Copa do Brasil, Copa dos Presidentes e Etisalat Emirates Cup
- b. ^ Jogos da Copa Libertadores e Copa Sul-Americana
- c. ^ Jogos do Campeonato Gaúcho, Campeonato Paulista, Campeonato Mineiro, Florida Cup e Mundial de Clubes

## Títulos
Juventude
- Copa FGF: 2011 e 2012

Grêmio
- Copa do Brasil: 2016
- Copa Libertadores: 2017
- Recopa Sul-Americana: 2018
- Campeonato Gaúcho: 2018

Corinthians
- Campeonato Paulista: 2019